# Natalia Sychova
Natalia Sychova –en ruso, Наталья Сычёва– (12 de marzo de 1964) es una deportista bielorrusa que compitió en biatlón. Ganó una medalla de plata en el Campeonato Mundial de Biatlón de 1993, en la prueba de 7,5 km por equipos.

## Palmarés internacional
| Campeonato Mundial | Campeonato Mundial  | Campeonato Mundial | Campeonato Mundial |
| Año                | Lugar               | Medalla            | Prueba             |
| ------------------ | ------------------- | ------------------ | ------------------ |
| 1993               | Borovets (Bulgaria) | Medalla de plata   | Equipo             |